# Grabmoschee von Sultan Kait-Bay

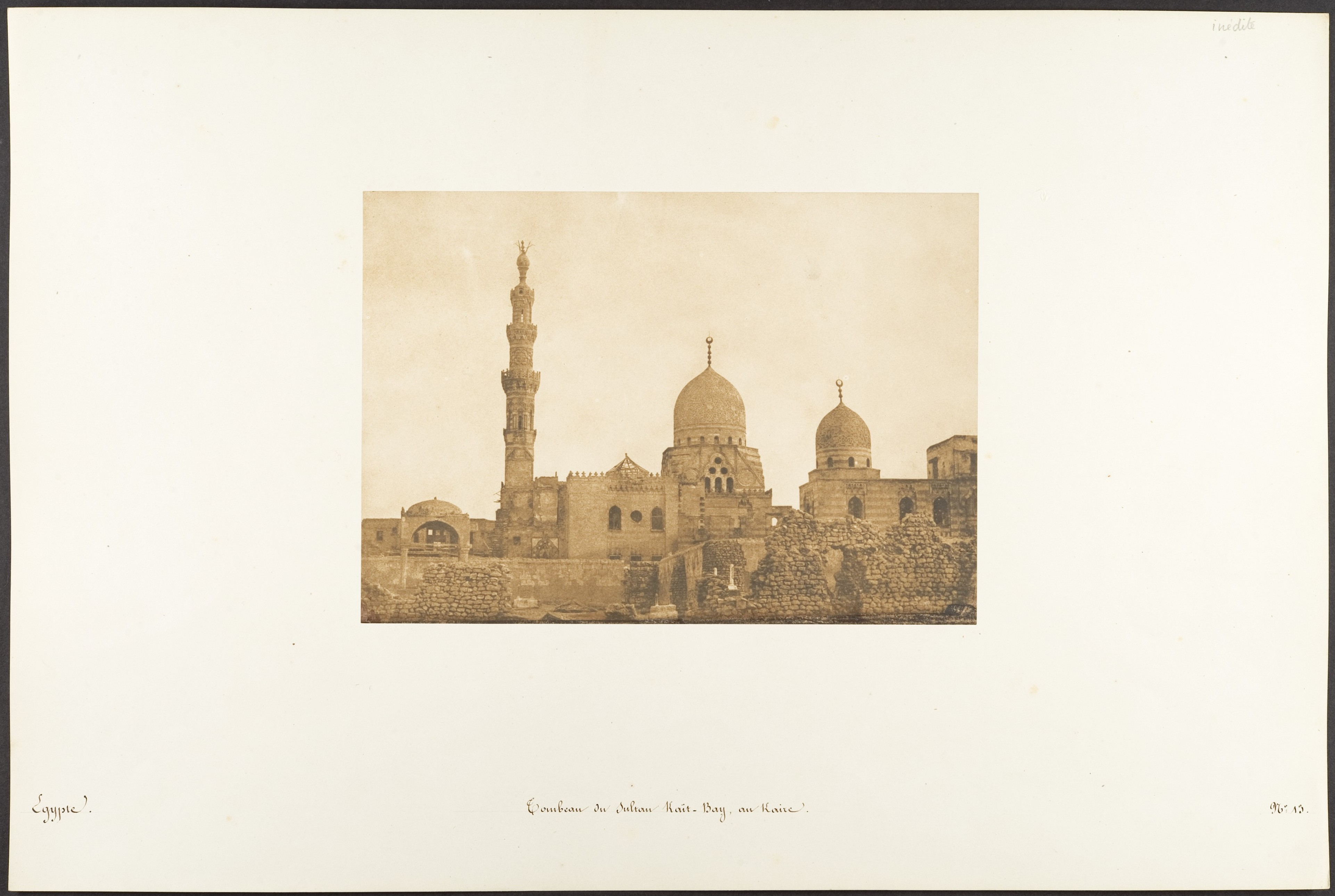
Grabmoschee von Sultan Kait-Bay (um 1850)

Die Grabmoschee von Sultan Kait-Bay ist ein Bauwerk in Kairo. Der Mamlukensultan al-Aschraf Kait-Bay ließ diesen Komplex in Kairos nördlicher „Totenstadt“ zwischen 1472 und 1474 errichten. Die Grabmoschee wird von Kunsthistorikern oft als Juwel und Meisterwerk mamlukischer Architektur bezeichnet und ist auf der ägyptischen 1-Pfund-Note abgebildet.

## Zur Person des Bauherrn
Sultan Kait-Bay war von Sultan Barsbay gekauft worden und diente als Mamluk unter den Sultanen Dschaqmaq, al-Aschraf Sayf ad-Din Inal, Chuschqadam und schließlich Timurbugha, welcher ihn zum Oberbefehlshaber ernannte. Er war bereits in fortgeschrittenem Alter, als er widerstrebend den Thron bestieg. Kait-Bay’s Herrschaft wurde von der Rebellion der Dulkadir, Vasallen der Mamluken in Kleinarmenien, überschattet, sowie vom Aufstieg der Osmanen und deren zunehmenden Eingreifen in Kleinasien, was den tscherkessischen Sultanen der ägyptischen Burdschiyya-Dynastie ständiges Kopfzerbrechen bereitete. Die Feldzüge gegen die Osmanen und die Dulkadir belasteten den Staatshaushalt mit sieben Millionen Dinar. Neben den militärischen Bedrohungen, wirtschaftlichen Problemen, einer verheerenden Pestepidemie und einer Rinderseuche, sowie Unruhen in der Armee und einer Rebellion der Beduinen, war aber Kait-Bays beinahe neunundzwanzigjährige Regierungszeit, die in ihrer Länge nur von jener von an-Nasir Muhammad übertroffen wurde, ein goldenes Zeitalter für Architektur und Kunst. Seine Bemühungen, die Handelsbeziehungen mit Europa zu verbessern und die Exporte anzukurbeln, führten zu einer Wiederbelebung vieler Handwerke, und seine frommen Stiftungen förderten die Vervollkommnung der Architektur und hier vor allem des Dekors. Kait-Bay beauftragte über 60 Bauprojekte jeglicher Art im Mamlukenreich von Kairo über Mekka und Medina bis nach Jerusalem und Damaskus, darunter Moscheen, Wohnhäuser, Wikelas (das sind Karawansereien) wie z. B. jene am Bab an-Nasr und Festungsbauten wie etwa die Kait-Bay-Zitadelle in Alexandria. Die Bauten aus seiner Regierungszeit zeichnen sich weniger durch imposante Ausmaße als durch Harmonie in den Proportionen und Eleganz aus.

## Funktion des Gebäudes
Obwohl Kait-Bays Moschee laut Inschrift als Madrasa bezeichnet wird, beschreiben sowohl die Waqf-Urkunde als auch der Historiker Ibn Iyas ihren Zweck als den einer Freitagsmoschee mit angeschlossenem Sufi-Konvent – ganz wie bei den meisten Moscheen der späten Mamlukenzeit. Das Personal beinhaltete fünf Koran-Rezitatoren, aber es gibt weder einen Hinweis auf eine juristische oder religiöse Lehrtätigkeit, noch wird für den Prediger oder Imam die Zugehörigkeit zu einer der vier Madhhabs vorgeschrieben. In der Stiftungsurkunde wird lediglich eine Grundschule (arab. „maktaba“) angegeben. Dem Moscheebetrieb gehörten 40 Sufis mit ihrem Scheich an, die sich jeden Tag versammelten und für den Stifter und seine Nachkommen beteten. Die Stiftung schreibt hingegen nicht vor, dass sie in dem Gebäude wohnen mussten, wie das bei den frühen Sufi-Konventen der Fall war. Ibn Iyas erwähnt lediglich 30 Sufis sowie den Namen ihres Oberhaupts, Scheich Abu Abdallah al-Qalidschani al-Maghribi. Der Scheich gehörte überraschenderweise der islamischen Rechtsschule der Malikiten an. Das könnte damit zusammenhängen, dass die Grabmoschee in der Nachbarschaft des Schreins des 1348 verstorbenen Sufi-Scheichs Abdallah al-Minufi erbaut worden war, der selbst den Malikit war. Die Stiftungs-Regeln selbst bevorzugen keine der vier Rechtsschulen bezüglich der Riten.

## Die Bauarbeiten
Das im Portal der Moschee eingravierte Datum gibt das Jahr 877 nach der Hidschra (1472/73 n. Chr.) an, während Inschriften im Gebets-Iwan und im West-Iwan den Monat Radschab desselben Jahres angeben (Dezember 1472), und der Zentralraum mit Ramadan datiert wird, was dem Februar 1473 entspricht, wohingegen das Mausoleum erst fast zwei Jahre später, im Radschab 879 (November 1474) fertiggestellt wurde. Das Tor zu dem gesamten Viertel trägt dasselbe Datum. Der Minbar ist mit Rabīʿ al-awwal 878 (August 1473) datiert und somit mehr als ein Jahr älter als das Eröffnungsgebet, welches laut Ibn Iyas erst im Radschab 879 zelebriert wurde – zur selben Zeit, als Kait-Bay das geistliche Personal ernannte.
Ibn Iyas datiert den Beginn der Bauarbeiten auf Schawwāl 874 (April 1470). Drei Jahre Bauzeit sind ungewöhnlich lang für die Mamlukenzeit, aber dieses Bauvorhaben beinhaltete auch ein großes Viertel mit Gebäuden auf beiden Seiten der Straße, von denen die meisten nicht erhalten sind. Bis heute haben sich nur die Moschee, ein „maq’ad“ (eine Art Loggia), eine weitere den verstorbenen Söhnen des Sultans gewidmete Moschee, die Reste eines Tors, ein „sabil“ (eine Tiertränke), sowie eine Halle und ein Wohngebäude erhalten. Nach den sehr ausführlichen Beschreibungen der Waqf-Urkunde beinhaltete das Viertel außerdem noch Stallungen, ein Wasserrad und einige Wohnungen. Die Stiftungsurkunde erwähnt überdies ein benachbartes Mausoleum eines Verwandten von Kait-Bay.

## Bauplatz und Anordnung der Bauelemente
Evilya Celebi beschreibt das ganze Viertel um Kait-Bays Grabkomplex als eine Art Sommerkurort mit Gärten in Form eines Dreiecks, für dessen Umrundung man drei Stunden benötigte. Die Anlage war ursprünglich in der Wüste situiert, an der Kreuzung eines von Syrien kommenden Nord-Süd-Handelswegs mit einer zum Roten Meer verlaufenden Ost-West-Route und diente als Raststätte für Reisende wie auch als Handelszentrum.
Der Moschee- und Madrasa-Komplex von Sultan Kait-Bay gilt als Juwel mamlukischer Architektur. In ihm vereinten sich die verschiedenen gestalterischen Künste zu einem Höhepunkt kunsthandwerklichem und architektonischen Schaffens. Er verbindet moderate Ausmaße mit vortrefflichen Proportionen und erlesenen Steinmetzarbeiten. Das Bauwerk beinhaltet Räume für Studenten, eine qubba (ein Kuppelmausoleum) und einen sabil (öffentlicher Brunnen) für vorbeikommende Passanten, um sich zu erfrischen, worüber sich ein kuttab – also eine Grundschule – befindet. Diese große Anlage weist im Hauptgebäude eine Madrasa für die vier Madhhabs, die vier islamischen Rechtsschulen, auf, während der Minbar und das Minarett sie überdies als Freitagsmoschee ausweisen.
Die Grabmoschee wendet sich dem vom Norden kommenden Betrachter zu und blockiert die Straße, welche an dieser Stelle nach Osten abbiegt. Vom Süden, also z. B. von der Zitadelle, führt ein Torbogen mit dem Wappen des Sultans in den Zwickeln zu Kait-Bays Viertel. Anders als heute war die Moschee ursprünglich nach Westen und Süden mit anderen Bauten verbunden. An der Nordseite standen einander zwei Wohnkomplexe für die Sufis und ihren Scheich an der Straße gegenüber. Daneben lagen die Brunnen für die rituellen Waschungen und die Latrinen. Ein zerstörter, halb verschütteter aber eindrucksvoller Wohnkomplex mit einem dreiteiligen großen Portal noch weiter im Norden, an der Westseite der Straße, wird in der Stiftungsurkunde nicht erwähnt.
Die Lage der Moschee deutet darauf hin, dass Kait-Bay die ursprüngliche Straße weiter nach Osten verlegte. Der Grund dafür könnte sein Wunsch gewesen sein, einen optimalen visuellen Effekt zu erzielen, indem er die Moschee in der Mitte der Straße platzierte, wie es dreißig Jahre später Sultan Qansuh al-Ghuri auf der gegenüberliegenden Seite im Norden der Totenstadt tat.
Der sabil-maktab (öffentlicher Brunnen mit Grundschule darüber) nimmt die Nordostecke ein, mit einem Doppelbogen auf der Nord- und einem Tripelbogen auf der Ostseite. Das Minarett steht westlich über dem Eingang. Das Mausoleum ragt an der Südostecke der Moschee in die Straße vor, erhält dadurch eine dritte Fassade, erhöht seine Sichtbarkeit vom Norden und lässt gleichzeitig mehr Licht ins Innere durch die beiden übereinanderliegenden Fenster an der Nordseite seiner Auskragung. Der Grabkomplex weist eine ganz besondere Anmut auf, obwohl Kuppel und Minarett nicht direkt einander gegenüberstehen, wie es bei den Bauten der Totenstadt sonst üblicherweise der Fall ist. Stattdessen erhebt sich das Minarett über der Nordwestecke des Bauwerks auf der gegenüberliegenden Seite der Kuppel, welche die Südostecke beherrscht. Die beiden Bauteile balancieren einander aus und harmonieren dadurch mehr miteinander anstatt, zu konkurrieren. Das wird besonders in der Frontansicht des Baukomplexes vom Norden her deutlich – genauso wie er in zahllosen Zeichnungen und Fotografien des 19. Jahrhunderts präsentiert wurde. Diese Ansicht ist heute allerdings größtenteils durch Gebäude versperrt.

## Die Architektur

### Der Eingangsbereich
Charakteristisch für die mamlukische Architektur ist die üblicherweise von einem dreiteiligen Bogen gekrönte und von Steinbänken links und rechts flankierte Freitreppe zum Haupteingang. Das feinst ausgearbeitete Portal besteht aus einer Nische mit einem dreiteiligen Kreuzgewölbe darüber, mit al-ablaq-(dunklem und hellem, in diesem Fall außen rot-weiß und innen schwarz-weiß quergestreiftem) Mauerwerk und steinernen muqarnas-Verzierungen. Das Tor führt in eine als „derka“ bezeichnete rechteckige Halle, in der eine mit verschiedenfarbigem Marmor geschmückte Steinbank steht. Zur Linken öffnet sich eine Tür zum sabil-Raum im Erdgeschoss, über dem sich der offene Balkon des kuttab erhebt. Die Tür zur Rechten öffnet sich zu den Stufen, die zum Minarett führen, zum kuttab und zu den Räumen für die Sufis und die Studenten. Die derka-Halle führt zu einem gewundenen Durchgang mit einer muzammala genannten Nische mit einem irdenen Krug darin und weiter zum Hof der Madrasa und dem Grabmal.
Die Madrasa selbst umgibt einen kleinen quadratischen, als durqa’a bezeichneten Innenhof, und ist von einer Holzdecke mit einer zentralen Laterne überspannt. Auf jeder Seite des Hofes befinden sich zwei Iwane, von denen der größere der qibla-Iwan ist. Vier mit farbigem Glas eingelegte Stuckfenster krönen die qibla-Wand mit dem Mihrāb. Die Wände des Innenhofs waren ursprünglich mit Marmorplatten verkleidet, die aber im Lauf der Jahrhunderte verloren gegangen sind, während die Holzdecke mit Malereien und Goldverzierungen ausgeschmückt ist. Um den oberen Bereich dieses Iwans läuft ein Inschriftenband, in dem die Titel des Sultans und das Baujahr der Madrasa (877 H./1472) aufscheinen. Der hölzerne Minbar ist mit sternförmigen Einlegearbeiten aus Elfenbein und Perlmutt geschmückt. Ebenfalls im qibla-Iwan befindet sich ein Stuhl mit Einlegearbeiten, in dem der Imam beim Freitagsgebet Platz nahm.
Die vier rechteckigen Fenster in der unteren Wand erscheinen wie ein Lichtstreifen, unterbrochen nur durch den Mihrāb und die schmalen Mauern zwischen den Fensteröffnungen. Der Mihrāb und die Fenster haben die gleiche Höhe und sind in eine Reihe von fünf Bogennischen mit ablaq-Bogenziegeln gesetzt. Die mittlere Nische enthält die Muschel des Mihrāb, während die anderen bemalten Stuck in ihren Lünetten aufweisen. Der obere Teil der Wand weist zwei Paare von Bogenfenstern auf, die durch das Mihrāb-Rundfenster in der Mitte getrennt sind und durch ihre Stuck- und Glasgitter farbiges Licht einlassen.
Der Zentralraum wird von einer hölzernen (nicht originalen) Laterne bekrönt. Anders als in Kait-Bays Moschee in Qal’at al-Kabsh weist der westliche Iwan hier keine erhöhte Dikka (Empore) auf, ist aber dafür im unteren Bereich von drei größeren Fenstern durchbrochen, die von einem Rundfenster zwischen zwei Bogenfenstern überragt werden. Wie in der Moschee von Sultan al-Aschraf Sayf ad-Din Inal wird der westliche Iwan von zwei seitlichen Nischen eingerahmt. Im benachbarten Mausoleum bestehen die Wände hingegen aus getäfeltem polychromem Marmor, während der Stein-Mihrāb mit ablaq- und Steinmetzarbeiten verziert ist.

### Das Kuppelmausoleum
Rechts von der Gebetshalle befindet sich hinter einer Holzwand das rechteckige Grabmal des Sultans mit einer Seitenlänge von 9,25 Metern bei einer Höhe von 31 Metern und 2 Meter dicken Mauern, die das enorme Gewicht der beeindruckenden Kuppelkonstruktion tragen. Der Boden, die Wände und der Mihrāb des Mausoleums waren einst mit prächtigen Verzierungen aus Marmor bedeckt.
Der Übergangsbereich zwischen Mausoleum und Kuppel wird von Pendentifs mit neun Reihen einfacher, aber fein ausgearbeiteter muqarnas-Steinmetzarbeiten gestützt und weist schmale dreibogige Fenster mit jeweils drei Rundfenstern darüber auf. Eine schmale Trommel mit 16 Fenstern trägt die innen schmucklose Kuppel. Im Gegensatz dazu weist die Kuppel außen zwei verschiedenartige Verzierungen auf: Zum einen ein geometrisches Gitterwerk und zum anderen florale Arabesken, die sich harmonisch um die Wölbung der Kuppel ranken. Das Dekor geht von einem zentralen Stern an der Spitze der Kuppel aus und windet sich vom Scheitel hinunter zur Basis. Die beiden Netzwerkmuster kontrastieren mit der glatten Kuppeloberfläche, und die Komplexität der Gestaltung in Verbindung mit der Raffinesse und Eleganz der Ausführung machen sie zu einer der perfektesten Steinmetzarbeiten der gesamten Mamlukenzeit. Sie ist ein oft zitiertes Meisterwerk unter den in Stein gehauenen Kuppeln Kairos. Darüber hinaus bieten die dreieckigen Eckflächen an jeder Seite Platz für Rundfenster mit dem Namenszug von Sultan Kait-Bay.

### Das Minarett
Das Minarett ist – sowohl was die eleganten Proportionen als auch was die Qualität der Steinmetzarbeiten betrifft – eines der vollkommensten der gesamten Mamlukenzeit. Es erhebt sich von seiner quadratischen Basis bis zu einer Höhe von 40 Metern in einer Abfolge von Stockwerken achteckig, kreisrund und zuoberst in Form eines Säulchen-Pavillons (gawsaq), wobei jeder Abschnitt vom anderen durch einen Balkon getrennt wird, der auf einem muqarnas-Gesims ruht. Der Ring, der sich um den Hals der abschließenden Bulbe legt ist ebenfalls ein originelles Detail. Im 19. Jahrhundert sah der obere Pavillon etwas anders aus, da der Raum zwischen den acht Pfeilern zum Teil zugemauert war. Diese auf einer detaillierten und genauen Lithographie von Ludwig Libay von 1857 erkennbaren Vermauerungen könnten Teil der ursprünglichen Gestaltung gewesen sein – wie das zum Beispiel bei dem von Kait-Bay der al-Azhar-Moschee hinzugefügten Minarett der Fall ist –, wurden aber von späteren Restauratoren entfernt, welche außerdem neue, durchbrochene Steinbalustraden hinzufügten. Ein Inschriftenband, das auf dem untersten Stockwerk über den Arkaden prangt, stellt die erste dokumentierte Verwendung von Sure 62 auf einem Minarett dar. Zwei weitere Bänder schmücken das zweite Stockwerk, von denen das untere der beiden unvollendet geblieben ist.
An der Wende vom 15. zum 16. Jahrhundert verbrachte ein Muezzin viele Stunden auf den Minaretten, betrachtete dabei das Panorama des betriebsamen Kairo im Westen sowie der Totenstadt im Osten und Norden und meditierte. Wo immer der Schaft des Minaretts genug Licht von der Tür und den Fensteröffnungen erhielt, ritzte dieser Muezzin Inschriften in einer schönen Naschī-Schrift auf die Innenwände. Er gravierte außerdem weitere Inschriften auf die Außenwände des Minaretts und die Basis der Kuppel und signierte sie mehrmals, wobei er seinem Namen den Titel al-mu’adhdhin (= Muezzin) sowie das jeweilige Datum hinzufügte. Sein Name kann als Muhammad al-Nasabi oder al-Nashani gelesen werden (die Lage der Punkte erlaubt keine eindeutige Lesart). Das früheste von ihm angegebene Datum lautet 885 H. (1480), das späteste 911 H. (1505). Muezzins – zumindest solche, die in großen Moscheen arbeiteten – wurden normalerweise unter den Mitgliedern von Sufi-Orden, die der jeweiligen Stiftung angeschlossen waren, angeworben und ausgebildet. Somit haben sie wahrscheinlich die Kunst der Kalligraphie erlernt. Der erwähnte Muezzin war möglicherweise auch als Inschriftenbildhauer ausgebildet, wie die Qualität seiner Inschriften nahelegt. Viele dieser Graffiti sind Koranverse, welche die Gläubigen ermahnen, sich auf Gott zu besinnen und seinen Namen auszusprechen; andere sind Sufi-Sprüche oder Sinngedichte, und einige behandeln den Tod.

### Madrasa und Mausoleum für die Söhne Kait-Bays
Weiter westlich beschreibt die Stiftungsurkunde ein anderes Gebäude, das heute als „Kulshani-Mausoleum“ bekannt ist, als Madrasa und Mausoleum für die verstorbenen Söhne Kait-Bays. Es wird auch als „alte Türbe“ bezeichnet, was darauf hindeutet, dass es bereits vor der Sultansmoschee existierte. Interessanterweise bezeichnet die Waqf-Urkunde dieses Bauwerk ebenfalls als „Madrasa, die eine Türbe ist“ und bestätigt somit, dass der Begriff „Madrasa“ zu jener Zeit eher eine überdachte Gebetshalle als eine Lehrinstitution meinte.

## Trivia
Die Nordansicht der Kait-Bay-Grabmoschee ist auf der ägyptischen 1 Pfund-Banknote abgebildet.